# Сенжарка
Сенжарка (каз. Сеңжар) — село в Жамбылском районе Северо-Казахстанской области Казахстана. Входит в состав Кладбинского сельского округа. Код КАТО — 594643200.

## География
Расположено около озера Питное. В 2 км к югу от села находится озеро Камышное, в 5 км к северо-западу — озеро Горько-Солёное, в 16 км к западу — озеро  Солёное.

## Население
В 1999 году население села составляло 264 человека (121 мужчина и 143 женщины). По данным переписи 2009 года, в селе проживало 176 человек (88 мужчин и 88 женщин). По сведениям на 01.08.2017 в селе проживало 115 человек.

## История
Основание села
Село Сенжарка было основано русскими переселенцами братьями Потанинами в 1713 году, которые искали новые земли для ведения сельского хозяйства. Первоначально село называлось "Сенжарское", в честь реки Сенжарки, протекающей рядом. Первые жители занимались земледелием, скотоводством и охотой. Земли вокруг были плодородны, что позволяло выращивать разнообразные культуры, включая пшеницу, рожь и ячмень.

Развитие села
Со временем население села увеличивалось за счёт новых переселенцев, главным образом русских крестьян. Постепенно развивались ремесла и торговля. В селе появились кузнецы, плотники, сапожники и другие мастера, обеспечивающие жителей необходимыми товарами и услугами.

Культурная жизнь
Несмотря на удалённость от крупных городов, в Сенжарке всегда уделялось внимание образованию и культуре. Уже в начале XIX века здесь открылась первая школа, где дети могли получать начальное образование. Позже были построены церковь и библиотека, ставшие центрами культурной жизни села.
Начало Первой мировой войны (1914–1918 гг.)
С началом Первой мировой войны жизнь в селе Сенжарка изменилась. Мужчины призывного возраста были мобилизованы на фронт. Многие из них служили в казачьих частях, отличавшихся высокой боеспособностью и преданностью царю. Казачьи подразделения сыграли значительную роль в боевых действиях на Восточном фронте.

Революционные события (1917–1918 гг.)
Февральская революция 1917 года привела к свержению монархии в России. Для жителей Сенжарки эти события стали шоком. Многие крестьяне и казаки не понимали, что происходит в столице и как это отразится на их жизни. Однако вскоре революционная волна докатилась и до отдалённых уголков страны.

В ноябре 1917 года произошла Октябрьская революция, после которой власть перешла к большевикам. В Сенжарке, как и повсюду, начались волнения и споры между сторонниками новой власти и теми, кто оставался верен старым порядкам.
Участие Фёдора Прибылткова в Гражданской войне
Во время Гражданской войны в России село Сенжарка стало свидетелем множества драматических событий. Одним из ключевых участников этих событий стал Фёдор Прибылтков, бывший офицер Белой гвардии и казак, сыгравший важную роль в судьбе села.

Ранние годы Фёдора Прибылткова
Фёдор Прибылтков родился в 1896 году в семье казака егеря Георгия Прибыткова Алексеевича в одном из близлежащих селений. С детства он проявлял интерес к военной службе и мечтал стать офицером. В 1908 году он поступил в военное училище, откуда вышел в звании подпоручика.

Служба в Белой гвардии
С началом Первой мировой войны Фёдор Прибытков был направлен на фронт, где проявил себя как отважный и решительный есаул. После Октябрьской революции 1917 года он присоединился к Белому движению, сражаясь против большевиков.
В 1918 году Прибылтков оказался в рядах отряда атамана Александра Дутова, который вёл боевые действия на территории Казахстана. Отряд Прибылткова участвовал в ряде успешных операций, однако общее положение белых сил ухудшалось.

Деятельность в Копейске
Фёдор Прибылтков после 6 лет в копейске жил обысчной жизнью, его деятельность не осталась незамеченной властями. В 1921 году Прибылтков был арестован и обвинён в антисоветской деятельности и был растрелян по статье 58.3 
Гражданская война (1918–1920 гг.)
Гражданская война стала одним из самых тяжёлых испытаний для жителей Сенжарки. Село оказалось в центре противостояния между Красной армией и Белым движением. В 1919 году через Сенжарку прошли отряды атамана Александра Дутова, одного из лидеров Белого движения в Казахстане. Его войска пытались остановить наступление красных, но потерпели поражение.
Многие местные казаки присоединились к белым войскам, надеясь восстановить прежний порядок. Однако их надежды не оправдались. После победы Красной армии в Гражданской войне бывшие белогвардейцы и казаки оказались в сложной ситуации.
Прибытие бывших белогвардейцев и казаков (1920–1922 гг.)
После окончания Гражданской войны многие бывшие участники Белого движения вынуждены были бежать из своих родных мест, опасаясь репрессий со стороны новой власти. Часть из них осела в соседних странах, а часть вернулась в Россию, пытаясь найти убежище в отдалённых деревнях и сёлах.
Среди тех, кто прибыл в Сенжарку в этот период, были и бывшие офицеры Белой гвардии, и простые казаки, участвовавшие в боях против большевиков. Эти люди принесли с собой не только воспоминания о недавних событиях, но и определённый опыт, навыки и знания, которые помогли им адаптироваться к новым условиям.
Некоторые из прибывших начали работать в местных колхозах, помогая восстанавливать разрушенное войной хозяйство. Другие занялись ремеслом или торговлей, стараясь обеспечить себя и свои семьи.
Однако положение бывших белогвардейцев и казаков оставалось сложным. Они находились под постоянным наблюдением властей, и любое подозрение могло привести к аресту и ссылке. Несмотря на это, они продолжали жить и трудиться, надеясь на лучшее будущее.
Так закончилась ещё одна страница в истории села Сенжарка, наполненная событиями, изменившими судьбы его жителей навсегда.